# Elaphoglossum wardiae
Elaphoglossum wardiae är en träjonväxtart som beskrevs av John T. Mickel. Elaphoglossum wardiae ingår i släktet Elaphoglossum och familjen Dryopteridaceae. Inga underarter finns listade.